# 上海国际货运航空
上海国际货运航空（英語：Shanghai Airlines Cargo）於2006年6月成立。中华人民共和国的貨運航空公司。2011年5月31日下午，新中国货运航空公司（简称“新中货航”）在上海挂牌成立，新公司在原中国货运航空、上海国际货运航空和长城航空的基础上联合重组，成为中国内地最大的货运航空公司。